# World Emoji Day

Emoji del calendario

Il World Emoji Day ("giornata mondiale delle emoji") è una festa non ufficiale dedicata alle emoji che si tiene ogni anno il 17 luglio.
Il World Emoji Day venne tenuto per la prima volta nel 2014 su iniziativa del fondatore di Emojipedia Jeremy Burge. Il giorno della ricorrenza, il 17 luglio, è il medesimo in cui, nel 2002, venne inaugurata l'applicazione Calendario della Apple. Stando a quanto riporta invece il New York Times, la festività si basa sulla data riportata sull'emoji del calendario che compare sugli iPhone.